# Peru's Next Top Model
Peru's Next Top Model là chương trình truyền hình thực tế trên khắp Peru dựa trên America's Next Top Model của Tyra Banks. Đây là chương trình Top Model thứ tư ở Mỹ Latinh sau Brazil's Next Top Model, Mexico's Next Top Model & Colombia's Next Top Model.
Mùa đầu tiên bắt đầu phát sóng trên ATV vào ngày 7 tháng 9 năm 2013 với 15 người lọt vào vòng bán kết được giảm xuống thành 12 thí sinh chung cuộc. Chương trình kéo dài tổng cộng ba tháng với 12 tập phim.
Người chiến thắng cuộc thi là Danea Panta, 23 tuổi từ Trujillo. Cô đã nhận được:
- 1 hợp đồng người mẫu với Mega Model Management ở Miami
- Xuất hiện trên trang biên tập của tạp chí Cosas
- 1 hợp đồng quảng cáo với L'Bel Cosmetics trị giá 10.000$
- 1 hợp đồng quảng cáo với Moda Falabella trị giá 10.000$
- 1 hợp đồng quảng cáo với Pantene Pro-V trị giá 5.000$

## Mùa
| Mùa | Phát sóng          | Quán quân   | Á quân            | Các thí sinh theo thứ tự bị loại | Tổng số thí sinh |
| --- | ------------------ | ----------- | ----------------- | --- | ---------------- |
| 1   | 7 tháng 9 năm 2013 | Danea Panta | Giordana Carrillo | Samantha Batallanos, Mishell Aguilar, Lorena Dávila (tước quyền thi đấu), Claudia Narváez, Gianna Natal, Tatiana del Solar, Molly Tuesta, Sharinna Vargas, Johana Saavedra, Sami Hauge, Laura Cuadros | 13               |

## Các thí sinh
(Tuổi được tính khi thí sinh còn trong cuộc thi)
| Thí sinh            | Tuổi | Chiều cao              | Quê quán    | Bị loại ở | Hạng                    |
| ------------------- | ---- | ---------------------- | ----------- | --------- | ----------------------- |
| Samantha Batallanos | 19   | 1,74 m (5 ft 8+1⁄2 in) | Lima        | Tập 1     | 13                      |
| Mishell Aguilar     | 22   | 1,74 m (5 ft 8+1⁄2 in) | Lima        | Tập 2     | 12                      |
| Lorena Dávila       | 24   | 1,75 m (5 ft 9 in)     | Lima        | Tập 3     | 11 (tước quyền thi đấu) |
| Claudia Narváez     | 25   | 1,80 m (5 ft 11 in)    | Lima        | Tập 3     | 10                      |
| Gianna Natal        | 22   | 1,71 m (5 ft 7+1⁄2 in) | Lima        | Tập 5     | 9                       |
| Tatiana del Solar   | 18   | 1,73 m (5 ft 8 in)     | Lima        | Tập 6     | 8                       |
| Molly Tuesta        | 24   | 1,69 m (5 ft 6+1⁄2 in) | La Libertad | Tập 7     | 7                       |
| Sharinna Vargas     | 21   | 1,72 m (5 ft 7+1⁄2 in) | Lima        | Tập 8     | 6                       |
| Johana Saavedra     | 24   | 1,71 m (5 ft 7+1⁄2 in) | Pucallpa    | Tập 9     | 5                       |
| Sami Adolph         | 19   | 1,73 m (5 ft 8 in)     | Lima        | Tập 10    | 4                       |
| Laura Cuadros       | 24   | 1,72 m (5 ft 7+1⁄2 in) | Lima        | Tập 11    | 3                       |
| Giordana Carrillo   | 22   | 1,72 m (5 ft 7+1⁄2 in) | Lima        | Tập 12    | 2                       |
| Danea Panta         | 23   | 1,76 m (5 ft 9+1⁄2 in) | Trujillo    | Tập 12    | 1                       |

## Thứ tự gọi tên
| 1  | Danea    | Gianna   | Danea    | Molly    | Sharinna | Sami     | Laura    | Giordana | Sami     | Laura    | Danea    | Danea    |  |  |  |  |  |  |  |  |  |  |  |  |
| 2  | Claudia  | Johana   | Tatiana  | Giordana | Tatiana  | Johana   | Johana   | Sami     | Giordana | Danea    | Giordana | Giordana |  |  |  |  |  |  |  |  |  |  |  |  |
| 3  | Sharinna | Danea    | Molly    | Sami     | Danea    | Sharinna | Sharinna | Danea    | Laura    | Giordana | Laura    |          |  |  |  |  |  |  |  |  |  |  |  |  |
| 4  | Sami     | Laura    | Sami     | Gianna   | Giordana | Danea    | Danea    | Johana   | Danea    | Sami     |          |          |  |  |  |  |  |  |  |  |  |  |  |  |
| 5  | Molly    | Sami     | Laura    | Sharinna | Molly    | Molly    | Giordana | Laura    | Johana   |          |          |          |  |  |  |  |  |  |  |  |  |  |  |  |
| 6  | Laura    | Claudia  | Gianna   | Laura    | Sami     | Giordana | Sami     | Sharinna |          |          |          |          |  |  |  |  |  |  |  |  |  |  |  |  |
| 7  | Lorena   | Sharinna | Sharinna | Johana   | Laura    | Laura    | Molly    |          |          |          |          |          |  |  |  |  |  |  |  |  |  |  |  |  |
| 8  | Tatiana  | Giordana | Giordana | Tatiana  | Johana   | Tatiana  |          |          |          |          |          |          |  |  |  |  |  |  |  |  |  |  |  |  |
| 9  | Giordana | Tatiana  | Johana   | Danea    | Gianna   |          |          |          |          |          |          |          |  |  |  |  |  |  |  |  |  |  |  |  |
| 10 | Gianna   | Molly    | Claudia  |          |          |          |          |          |          |          |          |          |  |  |  |  |  |  |  |  |  |  |  |  |
| 11 | Johana   | Lorena   | Lorena   |          |          |          |          |          |          |          |          |          |  |  |  |  |  |  |  |  |  |  |  |  |
| 12 | Mishell  | Mishell  |          |          |          |          |          |          |          |          |          |          |  |  |  |  |  |  |  |  |  |  |  |  |
| 13 | Samantha |          |          |          |          |          |          |          |          |          |          |          |  |  |  |  |  |  |  |  |  |  |  |  |

     Thí sinh được miễn loại
     Thí sinh có tấm ảnh đẹp nhất
     Thí sinh bị loại
     Thí sinh ban đầu bị loại nhưng được cứu
     Thí sinh bị tước quyền thi đấu
     Thí sinh chiến thắng cuộc thi
- Thứ tự gọi tên được gọi ngẫu nhiên cho đến 2 người cuối bảng.
- Trong tập 3, Lorena đã bị tước quyền thi đấu sau khi Valeria cảm thấy cô không trân trọng cuộc thi này.
- Trong tập 4, Danea ban đầu bị loại khi cô ở cuối bảng với Tatiana, nhưng ban giám khảo đã quyết định cho cô cơ hội thứ hai.
- Trong tập 5, Valeria nói rằng Sharinna được miễn loại sau màn trình diễn của cô trên sàn diễn. Ngoài ra, không ai có bức ảnh đẹp nhất.
- Trong tập 10, không ai có bức ảnh đẹp nhất.

### Buổi chụp hình
- Tập 1: Ảnh toàn thân đơn giản (casting); Khỏa thân với vải theo nhóm
- Tập 2: Thời trang gothic cao cấp ở Gamarra
- Tập 3: Diện mạo mới trong trang phục thập niên 1990
- Tập 4: Người đấu gươm ở bãi biển La Herradura
- Tập 5: Video: tTrình diễn thời trang trong nhà để máy bay
- Tập 6: Ảnh trắng đen trên du thuyền với Antonio Borges cho Moët & Chandon
- Tập 7: Áo tắm trắng bị tạt nước cho Agua Cielo; Ảnh chân dung khỏa thân phần trên và bị tạt sơn với trang sức FinArt
- Tập 8: Chiến binh Amazon trong rừng rậm
- Tập 9: Phong cách cơ thể trong thập niên 1940
- Tập 10: Quảng cáo cho Movistar; Tạo dáng với con trăn xiết mồi
- Tập 11: Cưỡi ngựa cho Cosas; Vẻ đẹp tự nhiên, dưỡng da và ban đêm cho L'Bel
- Tập 12: Công chúa Inca ở Machu Picchu; Hóa thân thành Holy Virgin

### Diện mạo mới
- Claudia: Cắt ngắn phần sau và để dài ở phần trước
- Danea: Tóc bob
- Gianna: Nhuộm màu cát vàng
- Giordana: Được điều trị thiệt hại tóc và nhuộm sáng
- Johana: Cắt đều
- Laura: Thêm mái ngố
- Molly: Cắt đều, xoăn và thêm highlight nâu
- Sami: Tóc bob vàng trắng
- Sharinna: Tóc thẳng
- Tatiana: Tóc bob kiểu The Beatles và nhuộm đen